# Peter Bence
Pour les articles homonymes, voir Bence.
Peter Bence (en hongrois : Péter Bence ; né le 5 septembre 1991) est un pianiste, compositeur et producteur de musique hongrois.
Il a gagné une popularité considérable avec ses arrangements de piano de Michael Jackson, Queen et Sia avec plus de 350 millions de vues de vidéos populaires sur sa chaîne YouTube et sur sa page Facebook.
Bence est titulaire d'un Master of Arts et Film de la Berklee College of Music (2010-2015)[réf. nécessaire]. Entre janvier 2012 et mars 2017, il a détenu le record du monde du nombre de touches de piano jouées en une minute (765) selon le Livre Guinness des records.

## Biographie
Peter Bence a commencé à jouer du piano à un âge précoce et a terminé sa première composition à sept ans[réf. nécessaire]. En 2004, il sort son premier album. La même année, il remporte le 3e prix du concours international de piano György Ferenczy. En 2008, il sort son deuxième album, La Tombée de la nuit[réf. nécessaire]. La partition de sa composition basée sur la suite de Fibonacci, une audition réalisée en 2009, a été demandée par de nombreux pianistes[réf. nécessaire].

## Discographie
- 2004 : Green Music
- 2008 : Nightfall
- 2020 : The Awesome Piano
- 2023 : PianoSphere